# Quan Sơn, Thanh Hóa
Quan Sơn là một xã thuộc tỉnh Thanh Hóa, Việt Nam.

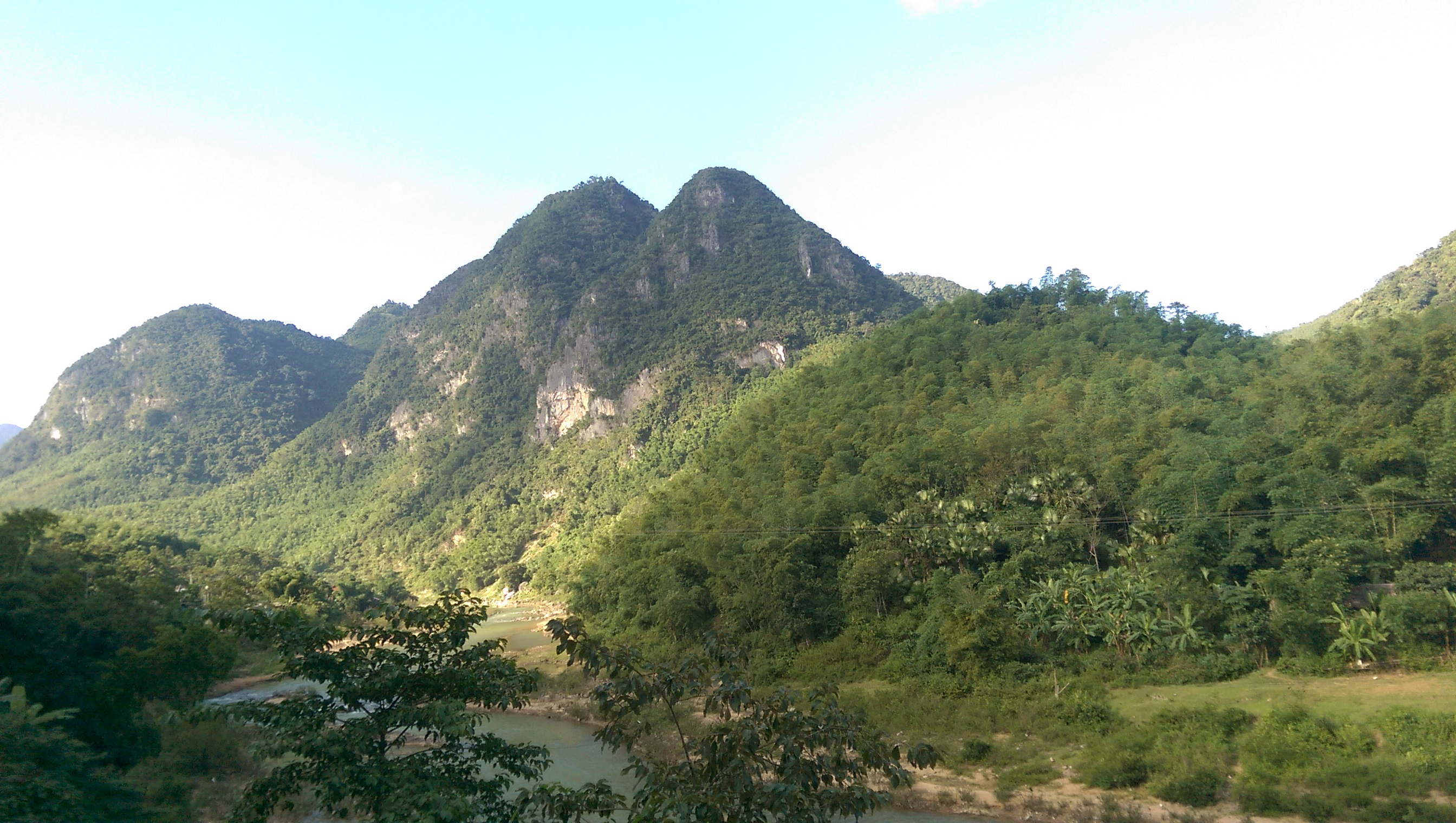
Địa hình Quan Sơn chủ yếu là đồi núi

Được thành lập ngày 16 tháng 6 năm 2025 theo Nghị quyết số 1686/NQ-UBTVQH15 của Ủy ban Thường vụ Quốc hội trên cơ sở diện tích tự nhiên và quy mô dân số của toàn bộ xã Trung Thượng và phần lớn thị trấn Sơn Lư thuộc huyện Quan Sơn, xã Quan Sơn chính thức hoạt động từ ngày 1 tháng 7 cùng năm.
Xã Quan Sơn có diện tích tự nhiên 98,20 km², quy mô dân số năm 2024 là 7.511 người, mật độ dân số đạt 76 người/km².